# Thomas Geissmann
Thomas Geissmann, född 28 oktober 1957 i Aarau, är en zoolog från Schweiz som är specialiserade på primater.
Han promoverade 1993 vid Zürichs universitet och avlade 2003 vid Tierärztliche Hochschule Hannover sin habilitation. Geissmann utförde flera expeditioner till Afrika, Madagaskar och främst Sydostasien för att studera primater i deras naturliga habitat. Han publikationer beskriver ofta jämförande studier angående arternas biologi samt kommunikationen mellan primater. Geissmann initierade och är utgivare till Gibbon Journal (ISSN 1661-707X).
Tillsammans med andra zoologer beskrev han två nyupptäckta arter från släktet ullmakier, Avahi unicolor och Avahi cleesei. Hans forskarlag beskrev även en ny art av trubbnäsapor, Rhinopithecus strykeri.
2003 startade Geissmann tillsammans med andra aktivister en organisation för bevarandet av gibbonernas bestånd, Gibbon Conservation Alliance.

## Skrifter i urval
- Thomas Geissmann: "Multiple births in catarrhine monkeys and apes – A review". Editrice "Il Sedicesimo", Firenze, 1989, 78 pp. ISBN 1-903703-03-4
- Thomas Geissmann; Nguyen Xuan Dang; Nicolas Lormée & Frank Momberg: "Vietnam Primate Conservation Status Review 2000 - Part 1: Gibbons". Fauna & Flora International, Indochina Programme, Hanoi, 2000, 130 pp. ISBN 1-903703-03-4
- Thomas Geissmann: "Verhaltensbiologische Forschungsmethoden: Eine Einführung". Schüling Verlag, Münster, 2002, 60 pp. ISBN 3-934849-64-4
- Thomas Geissmann: "Vergleichende Primatologie". Springer Verlag, Heidelberg & New York, 2003, xii + 357 pp. ISBN 3-540-43645-6
- Thomas Geissmann (with Mark E. Grindley, Ngwe Lwin, Saw Soe Aung, Thet Naing Aung, Saw Blaw Htoo, and Frank Momberg): "The conservation status of hoolock gibbons in Myanmar". Gibbon Conservation Alliance, Zürich, 2013, xii + 157 pp. ISBN 978-3-033-04358-9
- Thomas Geissmann: "Gibbons – Die singenden Menschenaffen / Gibbons – The singing apes". Anthropologisches Institut und Museum der Universität Zürich, und Gibbon Conservation Alliance, Zürich 2014, 48 pp. ISBN 978-3-033-04475-3
- Thomas Geissmann: "Wildlife of Uganda". Lambula Wild Adventures, Uganda, 2017, 206 pp. http://www.wildadventures.ch/shop-4/